# Rotala smithii
Rotala smithii är en fackelblomsväxtart som beskrevs av A. Fernandes och Diniz. Rotala smithii ingår i släktet Rotala och familjen fackelblomsväxter. Inga underarter finns listade i Catalogue of Life.